# Hampton (Iowa)
Hampton település az Amerikai Egyesült Államok Iowa államában, Franklin megyében, melynek megyeszékhelye is. Lakosainak száma 4337 fő (2020. április 1.).

## Népesség
A település népességének változása:

| 2010 | 4 461 |
| 2020 | 4 337 |